# Ley nacional sobre la edad mínima legal para el consumo de alcohol en Estados Unidos
La ley nacional sobre la edad mínima legal para el consumo de alcohol (en inglés, National Minimum Drinking Age Act of 1984) es una ley federal de Estados Unidos, aprobada el 17 de julio de 1984 por el Congreso de los Estados Unidos. Esta ley castigaría a cualquier estado que permitiera a los menores de 21 años comprar bebidas alcohólicas reduciendo su asignación anual de carreteras federales en un 10%. La ley fue modificada posteriormente, reduciendo la sanción al 8% a partir del año fiscal 2012.
Mientras esta ley no prohibiera el consumo de bebidas alcohólicas a aquellos menores de 21 años, algunos estados extendieron sus provisiones dentro de una prohibición declarada. Mientras, muchos estados continuaron permitiendo el consumo de alcohol a menores en algunas circunstancias. En otros estados no se puso en marcha la restricción y el consumo privado mientras que en otros el consumo solo estaba permitido en localidades específicas en presencia, consentimiento y supervisión de familiares o en ocasiones religiosas.

## Oposición
El partido conservador de Nueva York se opuso a la promulgación de la ley en 1984, pero acordó en el New York Post considerar en esforzarse para reducir el consumo a aquellas personas menores de 21. En 2001, de acuerdo con el mismo artículo, el miembro de la asamblea del estado de Nueva York, Felix Ortiz introdujo una ley que bajaría la edad mínima legal para beber a los 18 años. Citó la injusticia y la dificultad con el esfuerzo de sus motivaciones.
En 1998, la Asociación nacional de los derechos juveniles (National Youth Right Association) se fundó, en medida para rebajar el límite de edad para la consumición a los 18 años. NYRA trabajó en la legislación en muchos estados y continuó siendo una fuerza activa en la oposición a la ley del consumo. En 2004, el presidente del Middlebury College de Vermont, John McCardell Jr. escribió en el New York Times que "el consumo de alcohol a los 21 años de edad es una mala política social y una ley terrible", aquellos hizo que el consumo en las facultades fuera a peor. Ruth C Engs y Barrett Seaman estuvieron de acuerdo. En 2008, cerca de 100 presidentes de colegios de a lo largo de Estados Unidos buscaron con el público un motivo para reconsiderar la ley de consumo. Este movimiento de varios presidentes de facultades a lo largo de la nación se llamó la Iniciativa amatista nombrada así por la ametista morada que en la antigua Grecia fue considerada para protegerse de la embriaguez si se usaba en vasijas para beber y en joyerías.
Estados Unidos es uno de los pocos países del mundo con tal límite alto para beber legalmente. Otros países con leyes restrictivas similares incluyen a Emiratos Árabes Unidos, Japón, Islandia, Omán y algunas provincias de India.
Hubo quienes se opusieron a la legislación en las bases alegando que infringía y violaba la décima enmienda de la constitución de los Estados Unidos, lo cual explícitamente reservaba poderes no garantizados específicamente al gobierno federal de los estados. Hubo quien argumentó que aquellas leyes violaban el espíritu del documento importante como lo es la constitución sentando un precedente peligroso y debió haber sido evitado.

### Cuestionamiento de su constitucionalidad
El gobierno estatal de Dakota del Sur cuestionó que se pudiera fijar a nivel nacional la edad mínima para beber, demandando al entonces Secretario de Transporte Elizabeth Dole en el caso Dakota del Sur contra Dole. Sin embargo, según la opinión de la mayoría autorizada por el Presidente del Tribunal Supremo estadounidense William Rehnquist, el poder del Congreso de retener fondos federales con el fin de fijar políticas nacionales, como la edad de bebida, fue sostenida.
Sin embargo, la constitucionalidad de promulgaciones estatales individuales a tenor de las exigencias de la Ley sobre la base de protección igualitaria y de debido proceso nunca ha sido puesta a prueba ante un Tribunal de Justicia. Hay quien sostiene que estas leyes reducen a los ciudadanos adultos entre los 18 y 20 años de edad a una clase subordinada e inferior de personas, negándoles las mismas protecciones que la ley garantizada a todos los demás ciudadanos adultos.